# 拉萨罗·卡德纳斯
拉萨罗·卡德纳斯·德尔里奥（西班牙語：Lázaro Cárdenas del Río，西班牙語發音：[ˈlasaɾo ˈkarðenas] ⓘ；1895年5月21日—1970年10月19日），墨西哥左翼經濟民族主義政治人物，1934年—1940年任墨西哥总统。

## 生平
他是印歐混血的梅斯蒂索人，出生於米卻肯州的手工織工人家庭。
墨西哥革命時期，加入卡蘭薩軍隊，討伐受美國支持發動政變的維爾塔政權，屢建戰功。1920年，授予准將，擔任米卻肯州臨時州長。1928年，晉升少將，同年當選米卻肯州州長。1930年，擔任革命制度黨主席，出任內政部長、陸海軍部長。1934年，當選總統。
州長任內大规模投资发展教育，沒收大莊園主閒置土地分給無地農民，規定最低工資，這些改革成為日後擔任總統的政治改革基礎。
總統任內，他将总统薪水减半，落實1917年憲法的革命訴求與1934年制定土地法，加速墨西哥農村土地改革讓農民擁有土地，發展農村經濟，設立國家農貸銀行，幫助農民成立合作農場。1935年頒布財富國有化法令，沒收基督戰爭後妥協承認的教會龐大的不動產，後續並排除教會干預與介入國民教育。1937頒布鐵路國有化法令。1938年頒布沒收石油公司財產法令将墨西哥石油公司国有化，建立墨西哥石油公司，初步扭轉墨西哥經濟過分有美國資本控制，利於推動民族工業發展。修訂全國勞工法，規定最低工資，賦予工人一定的企業管理權。取消言論限制與黨禁，允許各黨派自由活動，墨西哥共产党得以合法活动。苏联前领导人列夫·托洛茨基得以在墨西哥政治避难。將原先的總統官邸查普爾特佩克宮改為墨西哥博物館。取消總統進國民宮衛兵行禮儀式。下令關閉所有賭場與私人俱樂部。婦女首次參與基層選舉投票。
1941年總統卸任後，出任太平洋岸防區司令。1942年—1945年，出任國防部長。二戰後，積極參與國家經濟建設與世界和平運動。
1970年，因肺癌病逝，遺體葬於墨西哥共和國廣場的革命紀念碑下。

## 卡德纳斯主义
“卡德纳斯主义”一词用来指代由拉萨罗·卡德纳斯开创的意识形态流派，也用来描述1934年—1940年他治理墨西哥的时期。卡德纳斯主义是一种含有左翼民族主义和社会民主主义元素的意识形态，主张通过政府主导的改革来实现社会公平和经济独立。它特别强调以下几个方面：
- 农业改革：推行土地改革，特别是对农民和印第安人的土地分配，这一政策体现了对弱势群体的关注。
- 工人权益：支持工人阶级，通过建立大型工会来推动工人权益，并通过国家支持来保障工人的利益。
- 国家干预经济：实施国家对经济的广泛干预，推动国有化，特别是在能源和交通等战略性行业，体现了国家对经济的主导作用。
- 民族主义：卡德纳斯主义有强烈的民族主义色彩，提倡国家独立自主，特别是在经济上对外依赖的减少[3][4][5][6][7][8][9]。